# 赫魯什卡 (利維夫州)
參數所指定的目標頁面不存在，建議更正成存在頁面或直接建立下列一個頁面（建立前請先搜尋是否有合適的存在頁面可以取代）：
- 赫魯什卡

50°8′31″N 24°16′2″E / 50.14194°N 24.26722°E
赫魯什卡（羅馬化：Hrushka）是烏克蘭西部利維夫州利維夫區卡姆揚卡-布茲卡市鎮的村莊。該村始建於1750年，面積0.03平方公里，海拔高度212米，2001年人口37，人口密度每平方公里1,480人。